# مارك كارني (سياسي)
مارك جوزيف كارني أو سي (من مواليد 16 مارس 1965) هو اقتصادي ومصرفي كندي، يشغل منصب رئيس وزراء كندا منذ 14 مارس 2025 عقب استقالة جاستن ترودو، كان محافظ بنك كندا من 2008 إلى 2013 ومحافظ بنك إنجلترا من 2013 إلى 2020. وهو رئيس مجلس الإدارة بصندوق الاستثمار الكندي المؤثر بروكفيلد لإدارة الأصول منذ عام 2020، وقد عين رئيسًا لشركة بلومبيرغ آي إن سي (الشركة الأم لشركة بلومبيرغ إل بي) في عام 2023. وكان رئيسًا لمجلس الاستقرار المالي من عام 2011 إلى عام 2018، بعد ماريو دراغي. عمل كارني قبل توليه منصب المحافظ في بنك جولدمان ساكس وفي وزارة المالية الكندية. ويعمل أيضًا كمبعوث خاص للأمم المتحدة للعمل المناخي والتمويل.

## طفولته
ولد كارني في 16 مارس 1965، في فورت سميث، في الأقاليم الشمالية الغربية. والده روبرت جيمس مارتن كارني ووالدته فّيرلي مارغريت (كنيتها قبل الزواج: كمبّر).
حين كان كارني في السادسة من عمره، انتقلت عائلته إلى إدمونتون، ألبيرتا. لكارني ثلاث إخوة: أخ وأخت أكبر منه، شان وبريندا على التوالي، وأخٌ أصغر يدعى برايان. درس كارني في ثانوية القديس فرانسيس شافيير في إدمونتون قبل التحاقه بجامعة هارفرد.
تخرج كارني من هارفرد في عام 1988 بدرجة بكالوريوس مع رتبة الشرف (الامتياز) في الاقتصاد، قبل إكمال دراساته العليا في جامعة أوكسفورد في كلية القديس بيتر وفي كلية نفيلد، حيث نال الماجستير والدكتوراه في نفس المجال في عام 1993 و1995 على التوالي. عنوان أطروحة الدكتوراه الخاصة به هو الميزة الديناميكية للمنافسة.

## مسيرته المهنية

### غولدمان ساكس
أمضى كارني 13 عامًا في غولدمان ساكس وعمل في مكاتبهم في كل من بوسطن، لندن، مدينة نيويورك، طوكيو، تورونتو.
شملت مناصبه التي ترقى إليها مع تقدمه: الرئيس المشترك لقسم المخاطر السيادية؛ المدير التنفيذي في قسم أسواق الدين الرأسمالي الناشئ؛ المدير الإداري في قسم الاستثمار المصرفي. عمل في مشروع جنوب أفريقيا ما بعد التقسيم المخاطر لأسواق السندات الدولية، وشارك في عمل غولدمان على أزمة روسيا المالية في عام 1998.
في عام 2003، غادر غولدمان ساكس للانضمام إلى مصرف كندا حاكمًا بالتفويض، حتى شغل المنصب. بعد سنة من ذلك، انضم لوزارة المالية الفدرالية بصفته وزير مالية رئيسًا مساعدًا بالوكالة، وبدأ عمله في هذا المنصب في 15 نوفمبر 2004.

### وزارة المالية
من نوفمبر 2004 وحتى أكتوبر 2007، كان كارني وزيرًا رئيسًا مساعدًا بالوكالة ومندوبًا لدى مجموعة الدول الصناعية السبعة (جي7) في وزارة المالية الكندية. ترأسه خلال عمله كل من وزير المالية الليبرالي رالف غوديل ووزير المالية المحافظ جيم فلاهيرتي. أشرف كارني خلال هذه الفترة على خطة الحكومة الكندية المثيرة للجدل لفرض الضرائب على صناديق الدخل من المصدر. أدار كارني أيضًا بيع الحكومة الكندية المربح لحصتها البالغة 19 بالمئة في بترو-كندا.
حاكم مصرف كندا
في نوفمبر 2007، أعلن أن كارني سيشغل منصب حاكم مصرف كندا. ترك مباشرةً منصبه في وزارة المالية ليصبح مستشارًا للحاكم السابق، ديفيد دودج، قبل أن يشغل منصب دودج رسميًّا في الأول من فبراير 2008. اختير كارني بدل بول جنكنز، النائب الأول للحاكم، الذي كان سيعتبر المرشح الأول لخلافة دودج.
تبوأ كارني هذا المنصب في بداية الأزمة المالية العالمية لعام 2007. كان كارني عند تعيينه أصغر حاكم مصرف مركزي بين مجموعة الثماني ومجموعة العشرين.

#### الأزمة المالية
قيل إن أفعال كارني كحاكم لمصرف كندا كان لها دور كبير في إعانة كندا على تجنب أسوأ آثار الأزمة المالية.
كانت الميزة البارزة في عهده كحاكم قراره بتخفيض معدل طلب القروض الفورية بقدار خمسين نقطة أساس في مارس 2008، بعد شهر واحد فقط من تعيينه. في حين اعتمد البنك الأوروبي المركزي زيادة في المعدل في يوليو 2008، توقع كارني أن زيادة أزمة القروض ستبدأ عدوىً عالمية. حين وصلت معدلات البوليصة في كندا الحد الأدنى الفعال، حارب المصرف المركزي الأزمة بالأداة المالية غير المعيارية: «الالتزام الشرطي» في أبريل 2009 لتعليق معدل البوليصة لسنة واحدة على الأقل، في تعزيز لشروط الائتمان المحلية والثقة في السوق. بدأ الإنتاج والتوظيف بالتعافي منذ منتصف عام 2009، ويعود جزء من الفضل في ذلك إلى التحفيز المالي. تفوق الاقتصاد الكندي على أقرانه من مجموعة الدول الصناعية السبعة خلال الأزمة، وكانت كندا أولى تلك الدول في تعافي الناتج المحلي الإجمالي ومعدلات التوظيف إلى مستوياتها ما قبل الأزمة.[بحاجة لمصدر]

## جوائز
حصل على جوائز منها:
- ضابط وسام كندا (2014).

## روابط خارجية
- مارك كارني على موقع IMDb (الإنجليزية)
- مارك كارني على موقع الموسوعة البريطانية (الإنجليزية)
- مارك كارني على موقع مونزينجر (الألمانية)
- مارك كارني على موقع قاعدة بيانات الفيلم (الإنجليزية)
- مارك كارني على موقع كينوبويسك (الروسية)